# Дмитрово (Брянская область)
Дмитрово — село Почепского района Брянской области. Административный центр Дмитровского сельского поселения

## География
Находится в 20 км к северо-востоку от Почепа, на правом берегу Судости.

## История
Упоминается с 1704 года как деревня Дмитровка. Бывшее владение Рославцев. Дмитровка входила в приход села Синькова. 
До 1781 года в Почепской (1-й) сотне Стародубского полка. 
С 1782 до 1918 года в Мглинском повете, уезде (с 1861 — в составе Воробейнской волости). 
С 1918 по 1924 год в Краснослободской волости Почепского уезда, позднее в Почепской волости, Почепском районе (с 1929). 
До 1964 — деревня, в 1964 присоединен поселок Ленинский и присвоен статус села. 

## Население
| 1926 | 2010 | 2013 |
| ---- | ---- | ---- |
| 650  | ↘375 | ↘363 |

Максимальное число жителей 650 человек (1926).

## Инфраструктура
В середине XX века в Дмитрово действовало сельпо, пункт бытового обслуживания, ветпункт. 
Колхоз имени Ленина.